# Gobierno Regional de Atacama
El Gobierno Regional de Atacama es el órgano con personalidad jurídica de derecho público y patrimonio propio, que tiene a su cargo la administración superior de la Región de Atacama, Chile, y cuya finalidad es el desarrollo social, cultural y económico de ésta. Tiene su sede en la capital regional, la ciudad de Copiapó.       
Está constituido por el Gobernador Regional y el Consejo Regional.

## Gobernador de la Región de Atacama
Dentro de las facultades que le corresponden al gobernador, es ser el órgano ejecutivo del gobierno regional, correspondiéndole presidir el consejo regional y ejercer las funciones y atribuciones que la ley orgánica constitucional determine, en coordinación con los demás órganos y servicios públicos creados para el cumplimiento de la función administrativa. Asimismo, le corresponde la coordinación, supervigilancia o fiscalización de los servicios públicos que dependan o se relacionen con el gobierno regional, sin embargo su figura no es un representante del presidente de la República en la región, para tal representación la ley 20.990 creó el cargo de Delegado Presidencial Regional de Atacama.
Desde el 14 de julio de 2021 el gobernador regional es Miguel Vargas Correa (Ind.), luego de ser electo en las elecciones de 2021 siendo reelegido en las Elecciones regionales de 2024.

## Consejo Regional de Atacama
El Consejo Regional de la Región de Atacama es un órgano de carácter normativo, resolutivo y fiscalizador, dentro del ámbito propio de competencia del Gobierno Regional, encargado de hacer efectiva la participación de la ciudadanía regional y ejercer las atribuciones que la ley orgánica constitucional respectiva le encomienda.
Está integrado por 14 consejeros elegidos por sufragio universal en votación directa, en las 3 circunscripciones en que se divide la región, que duran 4 años en sus cargos y pueden ser reelegidos hasta por dos periodos.

### Listado de consejeros regionales
El consejo regional está compuesto, para el periodo 2025-2029, por:
| Provincia | Consejero                 | Partido | Partido | Periodo                      |
| --------- | ------------------------- | ------- | ------- | ---------------------------- |
| Copiapó   | Patricio Alfaro Morales   |         | FREVS   | Desde el 11 de marzo de 2018 |
| Copiapó   | Felipe Fuentes Zumaran    |         | PC      | Desde el 6 de enero de 2025  |
| Copiapó   | Patricio Cortéz Pallauta  |         | RN      | Desde el 6 de enero de 2025  |
| Copiapó   | Fernando Ghiglino Pizarro |         | FREVS   | Desde el 6 de enerp de 2025  |
| Copiapó   | Emilio Bianchi Cañas      |         | Ind-RN  | Desde el 6 de enero de 2025  |
| Copiapó   | Hugo Bugueño Rojas        |         | Ind-PPD | Desde el 6 de enero de 2025  |
| Copiapó   | Yerko Ravlic Elal         |         | FA      | Desde el 6 de enero de 2025  |
| Copiapó   | Miguel San Martín Salgado |         | PRCh    | Desde el 6 de enero de 2025  |
| Huasco    | Juan Santana Álvarez      |         | PS      | Desde el 11 de marzo de 2018 |
| Huasco    | Jorge Torres Torres       |         | Ind-RN  | Desde el 6 de enero de 2025  |
| Huasco    | Fabiola Pérez Tapia       |         | FREVS   | Desde el 11 de marzo de 2018 |
| Huasco    | Igor Verdugo Herrera      |         | PS      | Desde el 11 de marzo de 2022 |
| Chañaral  | Manuel Reyes Cuello       |         | PC      | Desde el 6 de enero de 2025  |
| Chañaral  | Freddy Rubina Aracena     |         | RN      | Desde el 6 de enero de 2025  |